# Campeonato Mineiro de Futebol Sub-20 de 2021
O Campeonato Mineiro de Futebol Sub-20 de 2021, é a 78ª edição de um dos principais campeonatos de base do futebol Mineiro. Organizado pela Federação Mineira de Futebol (FMF) e disputado por 20 clubes entre 15 de maio e 29 de agosto, o campeonato conta com jogadores, com idade mínima de 20 anos.
Devido ao pedido de impugnação da partida entre, Minas Boca e Inter de Minas por ausência de ambulância no estádio, o TJD de Minas suspendeu Campeonato Mineiro sub-20 por tempo indeterminado, tendo apenas três jogos da ida das quartas de final, que aconteceram no dia 11 de agosto. A impugnação é referente a 9ª rodada. Assim como no ano anterior, mais uma vez, todos os jogos serão realizados com portões fechados, como prevenção ao coronavírus. Os clubes também serão obrigados a apresentar testes para Covid-19 na semana da primeira rodada.

## Formato e regulamento
O Campeonato, que terá início e término de jogos previstos, respectivamente, para os dias 15 de maio e 28 de agosto, e será disputado em 04 (quatro) fases, nas quais sejam: Fase Classificatória, Quartas de final, Semifinal e Final.
Na Primeira fase (Fase Classificatória), foi prevista para acontecer no dia 17 de julho com a participação das 20 associações, divididas em 4 grupos de 5 clubes. As equipes se enfrentaram entre si, em turno e returno, classificando-se para a fase seguinte os 02 (dois) primeiros colocados em cada grupo. Na Segunda fase (Quartas de finais), os oito clubes serão distribuídos em quatro grupos de dois clubes cada. Os clubes jogarão duas vezes dentro de seus respectivos grupos, cada um exercendo seu mando. A previsão da realização dos jogos das Quartas de final, estava previsto para os dias 24 de julho e 31 de julho. As Semifinais e finais do campeonato, estavam previstas para acontecerem nos dias 7, 14, 21 e 28 de agosto mas, com a paralisação da competição pelo TJD-MG, as equipes aguardam as novas datas para o termino da mesma.
Somente poderão participar do Campeonato os atletas que tenham sido registrados na FMF (Sistema interno/E-súmula) e que tenham seus nomes publicados, no BID da CBF, até o dia útil imediatamente anterior à realização da partida, conforme o Regulamento Especifico da Competição. No decorrer do Campeonato, o atleta que atuar por uma equipe poderá atuar por outra, limitando-se a uma transferência por jogador e está restrito a jogadores com idade mínima de 20 anos (nascidos a partir de 2001), inclusive, respeitadas as vedações regulamentares. O descumprimento à regra deste capítulo implicará em comunicação ao TJD, que julgará a irregularidade do atleta.

## Critérios de desempate
Ocorrendo igualdade em pontos ganhos entre dois ou mais clubes, aplicam-se, sucessivamente, os seguintes critérios técnicos de desempate:
1. Maior número de vitórias;
2. Maior saldo de gols;
3. Maior número de gols marcados;
4. Confronto direto;
5. Menor número de cartões vermelhos recebidos;
6. Menor número de cartões amarelos recebidos e
7. Sorteio público na sede da FMF.

O critério “4” se aplica somente à hipótese de empate entre dois clubes e o 5°, seria se tivesse a presença de publico nos estádios. Tendo em vista a pandemia causada pelo coronavírus, ficou definido em Conselho Técnico que, excepcionalmente nesta edição, não haverá rebaixamento. Entretanto, se um clube perder a partida por W.O. será considerado como abandono de competição, ficando o clube que der causa automaticamente rebaixado para a divisão imediatamente inferior da edição seguinte.

## Equipes Participantes
| Equipe                                       | Cidade                | Estádio (Mando)          | Capacidade | Títulos (último) |
| -------------------------------------------- | --------------------- | ------------------------ | ---------- | ---------------- |
| América Futebol Clube                        | Belo Horizonte        | Estádio das Alterosas    | 2.000      | 17 (em 2009)     |
| América Futebol Clube                        | Teófilo Otoni         | Arena do Dragão          | 3.970      | 0                |
| Araguari Atlético Clube                      | Araguari              | Vasconcelo Montes        | 3.310      | 0                |
| Clube Atlético Mineiro                       | Belo Horizonte        | CT Cidade do Galo        | —          | 34 (em 2019)     |
| Atlético Clube Três Corações                 | Três Corações         | Estádio Walter Antunes   | 3.500      | 0                |
| Betim Futebol                                | Betim                 | Estádio Jurandir Elias   | 2.000      | 0                |
| Betis Futebol Clube                          | Ouro Branco           | Estádio José Mapa Filho  | 1.700      | 0                |
| Boston City Futebol Clube Brasil             | Manhuaçu              | Juscelino Kubitschek     | 1.139      | 0                |
| Coimbra Esporte Clube                        | Contagem              | Estádio Flávio Guimarães | —          | 0                |
| Cruzeiro Esporte Clube                       | Belo Horizonte        | Estádio das Alterosas    | 2.000      | 17 (em 2018)     |
| Figueirense Esporte Clube                    | São João del-Rei      | Estádio Joaquim Portugal | —          | 0                |
| Guarani Esporte Clube                        | Divinópolis           | Farião                   | 4.181      | 0                |
| Associação Desportiva Internacional de Minas | São José da Lapa      | José Flávio de Carvalho  | —          | 0                |
| Ipatinga Futebol Clube                       | Ipatinga              | Ipatingão                | 10.000     | 0                |
| Minas Boca Futebol                           | Sete Lagoas           | Arena do Jacaré          | 18.870     | 0                |
| Nacional Atlético Clube                      | Muriaé                | Soares de Azevedo        | 15.000     | 0                |
| Pouso Alegre Futebol Clube                   | Pouso Alegre          | Manduzão                 | 26.000     | 0                |
| Santarritense Futebol Clube                  | Santa Rita do Sapucaí | Estádio Erasmo Cabral    | 2.000      | 0                |
| Clube Atlético Serranense                    | Nova Serrana          | Arena do Calçado         | 10.000     | 0                |
| Tupynambás Futebol Clube                     | Juiz de Fora          | Mario Helênio            | 31.863     | 0                |

## Segunda fase
Em itálico, os times que possuem o mando de campo e em negrito os times vencedores.
|  | Quartas de final                 | Quartas de final                 | Quartas de final                 | Quartas de final                 |   |                  | Semifinais             | Semifinais             | Semifinais             | Semifinais             |  |                 | Final              | Final              | Final              | Final              |  |  |
|  | De 11 de agosto à 15 de setembro | De 11 de agosto à 15 de setembro | De 11 de agosto à 15 de setembro | De 11 de agosto à 15 de setembro |   |                  | De 22 à 29 de setembro | De 22 à 29 de setembro | De 22 à 29 de setembro | De 22 à 29 de setembro |  |                 | 24 e 31 de outubro | 24 e 31 de outubro | 24 e 31 de outubro | 24 e 31 de outubro |  |  |
|  |                                  |                                  |                                  |                                  |   |                  |                        |                        |                        |                        |  |                 |                    |                    |                    |                    |  |  |
|  | Coimbra                          | 0                                | 1                                | 1 (1)                            |   |                  |                        |                        |                        |                        |  |                 |                    |                    |                    |                    |  |  |
|  | Serranense (pen)                 | 0                                | 1                                | 1 (3)                            |   |                  |                        |                        |                        |                        |  |                 |                    |                    |                    |                    |  |  |
|  | Serranense (pen)                 | 0                                | 1                                | 1 (3)                            |   | Serranense       | 0                      |                        |                        |                        |  |                 |                    |                    |                    |                    |  |  |
|  |                                  |                                  |                                  |                                  |   | Serranense       | 0                      |                        |                        |                        |  |                 |                    |                    |                    |                    |  |  |
|  |                                  | América Mineiro                  | 4                                |                                  |   |                  |                        |                        |                        |                        |  |                 |                    |                    |                    |                    |  |  |
|  | América Mineiro                  | América Mineiro                  | 4                                | 4                                | 1 | 5                |                        |                        |                        |                        |  |                 |                    |                    |                    |                    |  |  |
|  | América Mineiro                  |                                  |                                  | 4                                | 1 | 5                |                        |                        |                        |                        |  |                 |                    |                    |                    |                    |  |  |
|  | Minas Boca                       | 0                                | 0                                | 0                                |   |                  |                        |                        |                        |                        |  |                 |                    |                    |                    |                    |  |  |
|  | Minas Boca                       | 0                                | 0                                | 0                                |   |                  |                        |                        |                        |                        |  | América Mineiro | 1                  | 3                  | 4                  |                    |  |  |
|  |                                  |                                  |                                  |                                  |   |                  |                        |                        |                        |                        |  | América Mineiro | 1                  | 3                  | 4                  |                    |  |  |
|  |                                  | Cruzeiro                         | 1                                | 1                                | 2 |                  |                        |                        |                        |                        |  |                 |                    |                    |                    |                    |  |  |
|  | Atlético Mineiro                 | Cruzeiro                         | 1                                | 1                                | 2 | 4                | 2                      | 6                      |                        |                        |  |                 |                    |                    |                    |                    |  |  |
|  | Atlético Mineiro                 |                                  |                                  |                                  |   | 4                | 2                      | 6                      |                        |                        |  |                 |                    |                    |                    |                    |  |  |
|  | Nacional de Muriaé               | 0                                | 0                                | 0                                |   |                  |                        |                        |                        |                        |  |                 |                    |                    |                    |                    |  |  |
|  | Nacional de Muriaé               | 0                                | 0                                | 0                                |   | Atlético Mineiro | 0                      |                        |                        |                        |  |                 |                    |                    |                    |                    |  |  |
|  |                                  |                                  |                                  |                                  |   | Atlético Mineiro | 0                      |                        |                        |                        |  |                 |                    |                    |                    |                    |  |  |
|  |                                  | Cruzeiro                         | 1                                |                                  |   |                  |                        |                        |                        |                        |  |                 |                    |                    |                    |                    |  |  |
|  | Cruzeiro                         | Cruzeiro                         | 1                                | 1                                | 4 | 5                |                        |                        |                        |                        |  |                 |                    |                    |                    |                    |  |  |
|  | Cruzeiro                         |                                  |                                  | 1                                | 4 | 5                |                        |                        |                        |                        |  |                 |                    |                    |                    |                    |  |  |
|  | Pouso Alegre                     | 0                                | 0                                | 0                                |   |                  |                        |                        |                        |                        |  |                 |                    |                    |                    |                    |  |  |

### Fase final
Ida
| A definir | América | 1 – 1 | Cruzeiro |                                         |
|           |         |       |          | Público: Portões fechados Árbitro: MG ? |

Volta
| A definir | Cruzeiro | 1 – 3 | Cruzeiro |                                         |
|           |          |       |          | Público: Portões fechados Árbitro: MG ? |

## Premiação
| Campeonato Mineiro Sub-20 de 2021 |
| --------------------------------- |
| À definir Campeão (?° título)     |

| Vice-campeão: | Terceiro colocado: | Quarto colocado: | Artilheiro: |
| ------------- | ------------------ | ---------------- | ----------- |
|               |                    |                  |             |

## Artilharia
| Pos. | Jogador          | Equipe   | Gols |
| ---- | ---------------- | -------- | ---- |
| 1º   | Daniel Melo      | Cruzeiro | 8    |
| 2º   | Eduardo Thomasel | Coimbra  | 5    |

## Classificação Geral
| Pos | Equipes                | Pts | J  | V | E | D | GP | GC | SG  | %  | Classificação ou rebaixamento                                 |
| --- | ---------------------- | --- | -- | - | - | - | -- | -- | --- | -- | ------------------------------------------------------------- |
| 1   | América Mineiro        | 0   | 0  | 0 | 0 | 0 | 0  | 0  | 0   | 0  | Campeão e classificado para a Copa do Brasil Sub-20 2022      |
| 2   | Cruzeiro               | 0   | 0  | 0 | 0 | 0 | 0  | 0  | 0   | 0  | Vice-campeão e classificado para a Copa do Brasil Sub-20 2022 |
| 3   | Atlético Mineiro       | 27  | 12 | 8 | 3 | 1 | 0  | 0  | 0   | 0  | Eliminados nas semifinais                                     |
| 4   | Serranense             | 0   | 0  | 0 | 0 | 0 | 0  | 0  | 0   | 0  | Eliminados nas semifinais                                     |
| 5   | Coimbra                | 19  | 10 | 5 | 2 | 1 | 0  | 0  | 0   | 0  | Eliminados nas Quartas de final                               |
| 6   | Pouso Alegre           | 15  | 10 | 5 | 0 | 3 | 0  | 0  | 0   | 0  | Eliminados nas Quartas de final                               |
| 7   | Nacional de Muriaé     | 15  | 10 | 4 | 3 | 1 | 12 | 11 | +1  | 0  | Eliminados nas Quartas de final                               |
| 8   | Minas Boca             | 12  | 10 | 3 | 3 | 4 | 0  | 0  | 0   | 0  | Eliminados nas Quartas de final                               |
| 9   | Figueirense            | 13  | 8  | 4 | 1 | 3 | 12 | 11 | +1  | 54 | Eliminados na Primeira fase                                   |
| 10  | Ipatinga               | 12  | 8  | 4 | 0 | 4 | 12 | 14 | –2  | 50 | Eliminados na Primeira fase                                   |
| 11  | Boston City            | 12  | 8  | 4 | 0 | 4 | 8  | 10 | –2  | 50 | Eliminados na Primeira fase                                   |
| 12  | Inter de Minas         | 11  | 8  | 3 | 2 | 3 | 9  | 8  | +1  | 45 | Eliminados na Primeira fase                                   |
| 13  | Atlético Três Corações | 10  | 8  | 3 | 1 | 4 | 6  | 10 | –4  | 41 | Eliminados na Primeira fase                                   |
| 14  | Santarritense          | 8   | 8  | 2 | 2 | 4 | 10 | 12 | –2  | 33 | Eliminados na Primeira fase                                   |
| 15  | Tupi                   | 7   | 8  | 2 | 1 | 5 | 8  | 21 | –13 | 29 | Eliminados na Primeira fase                                   |
| 16  | Betis                  | 6   | 8  | 2 | 0 | 6 | 5  | 13 | –8  | 25 | Eliminados na Primeira fase                                   |
| 17  | Araguari               | 4   | 8  | 1 | 1 | 6 | 9  | 20 | –11 | 16 | Eliminados na Primeira fase                                   |
| 18  | Betim Futebol          | 3   | 8  | 1 | 0 | 7 | 4  | 16 | –12 | 12 | Eliminados na Primeira fase                                   |
| 19  | América Teófilo Otoni  | 3   | 8  | 1 | 0 | 7 | 5  | 19 | –14 | 29 | Eliminados na Primeira fase                                   |
| 20  | Guarani-MG             | 3   | 8  | 0 | 3 | 5 | 4  | 21 | –17 | 12 | Eliminados na Primeira fase                                   |

## Ver Também
- Campeonato Mineiro de Futebol de 2021 - Módulo I
- Copa do Brasil Sub-20 de 2021